# تانک ورد (آریزونا)
تانک ورد (به انگلیسی: Tanque Verde) یک منطقهٔ مسکونی در ایالات متحده آمریکا است که در شهرستان پیما، آریزونا واقع شده‌است. تانک ورد ۸۵٫۰۳ کیلومتر مربع مساحت و ۱۱۷٬۵۱۷ نفر جمعیت دارد و ۸۱۴ متر بالاتر از سطح دریا واقع شده‌است.